# 穆爾縣 (田納西州)
穆爾县（英語：Moore County）是美國田納西州南部的一個縣市合一的行政單位。面積338平方公里。根據美國2000年人口普查，共有人口5,740人。縣治林奇堡 (Lynchburg)。
成立於1871年12月14日。縣名紀念州眾議員威廉·穆爾 （William Moore）。